# Volcan d'Ossau
Le volcan d'Ossau est un volcan éteint situé sur la chaîne actuelle des Pyrénées, apparu il y a 290 millions d'années et éteint depuis 250 millions d'années. L'effondrement de son toit provoque la formation d'une caldeira dont provient le pic du Midi d'Ossau.